# Sala Keoku

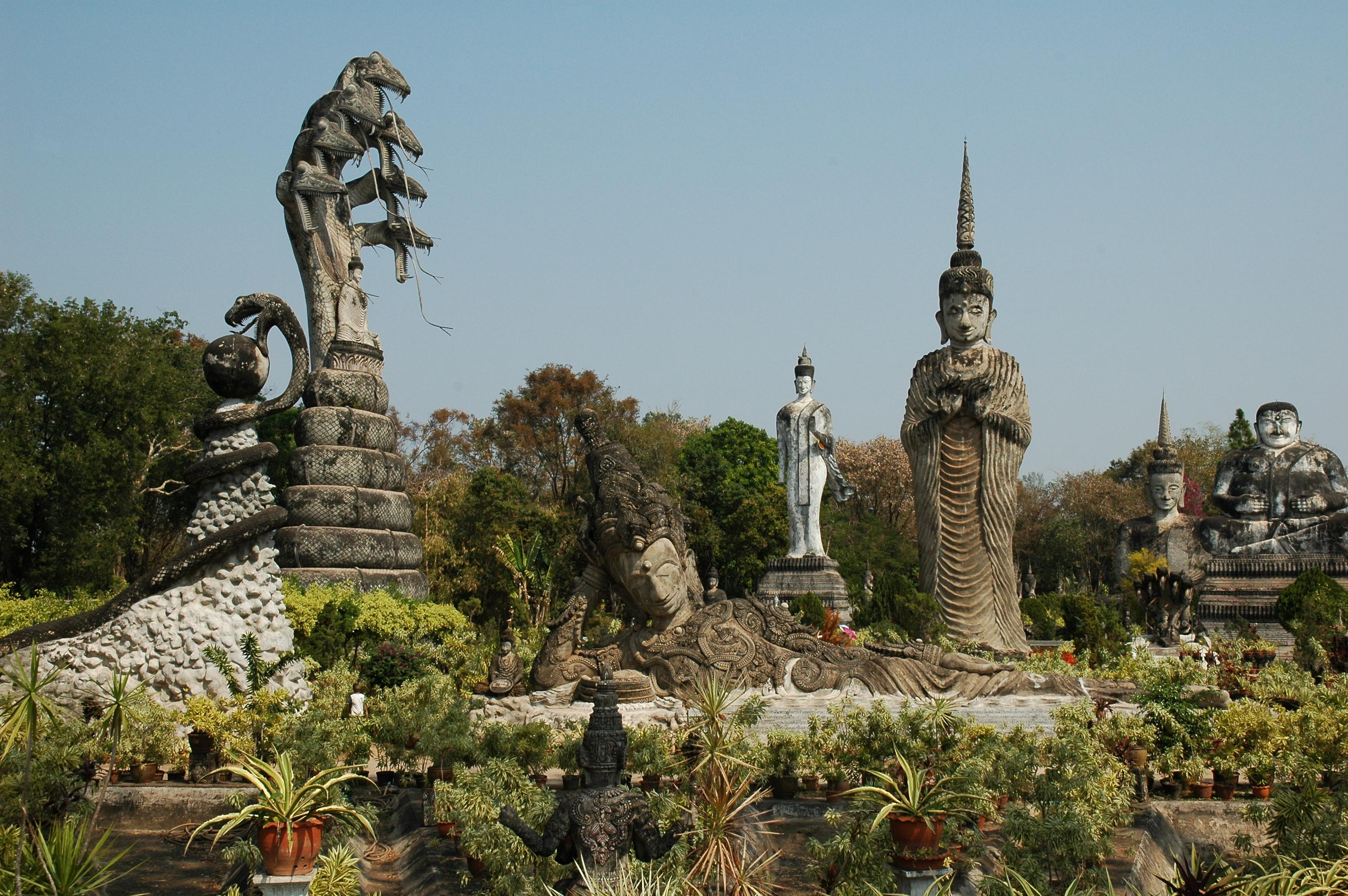
Sala Keoku

Sala Keoku (Thai: ศาลาแก้วกู่) is een beeldenpark met gigantische betonnen sculpturen geïnspireerd op het boeddhisme en het hindoeïsme. Het ligt in de buurt van de stad Nong Khai in Thailand, in de onmiddellijke nabijheid van de grens tussen Thailand en Laos en de rivier de Mekong. Het park is gebouwd door Luang Pu Bunleua Sulilat en zijn volgelingen. De bouw begon in 1978. Het deelt de stijl van Sulilats eerdere creatie, het beeldenpark Xieng Khuan aan de Laotiaanse kant van de Mekong, maar wordt gekenmerkt door nog meer extravagante fantasie en grotere proporties.
Sommige van de sculpturen van Sala Keoku hebben een hoogte van 25 meter, waaronder een monumentaal beeld van Boeddha die mediteert onder de bescherming van een zevenkoppige naga (een draakachtige slang). Hoewel het onderwerp (gebaseerd op een boeddhistische legende) een van de terugkerende thema's in de religieuze kunst van de regio is, is Sulilats benadering ongebruikelijk, met zijn naturalistische (hoewel gestileerde) weergave van de slangen.
Het paviljoen is een betonnen gebouw met drie verdiepingen, waarvan de koepels op een moskee lijken. Het werd gebouwd volgens de plannen van Sulilat na zijn dood. De derde verdieping herbergt gerelateerde artefacten, evenals het gemummificeerde lichaam van Sulilat.
Misschien wel het meest raadselachtige deel van het park is het Levenswiel, een cirkelvormige, uit meerdere delen bestaande groep sculpturen die de karmische cyclus van geboorte en dood vertegenwoordigen door een progressie van tarotachtige karakters. De compositie culmineert met een jongeman die een stap over het hek doet die de hele installatie omgeeft en aan de andere kant een Boeddhabeeld wordt.

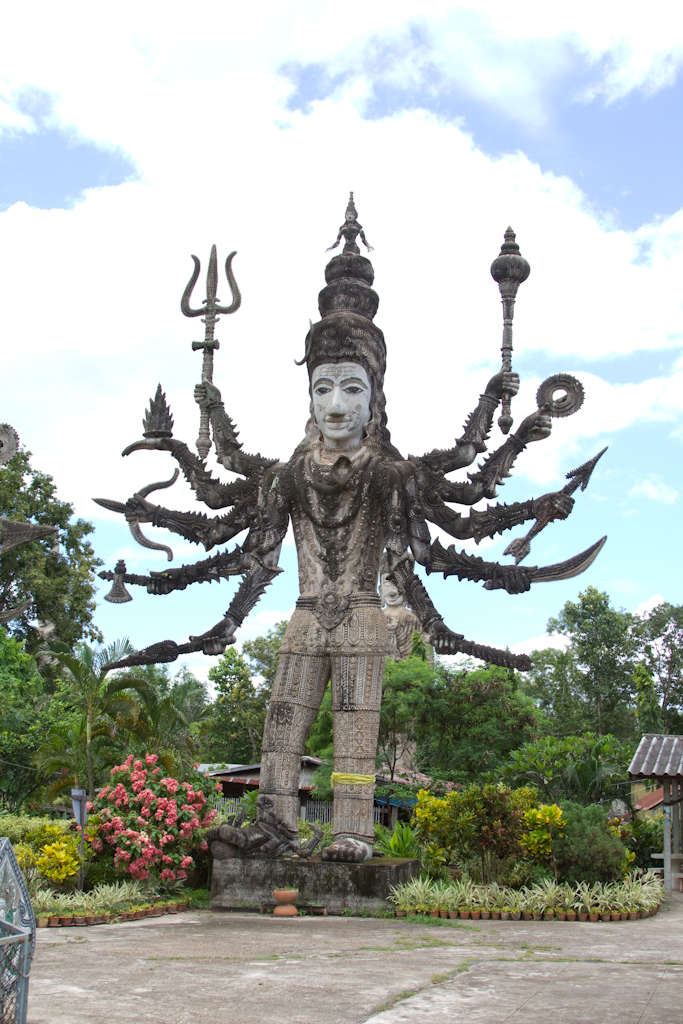
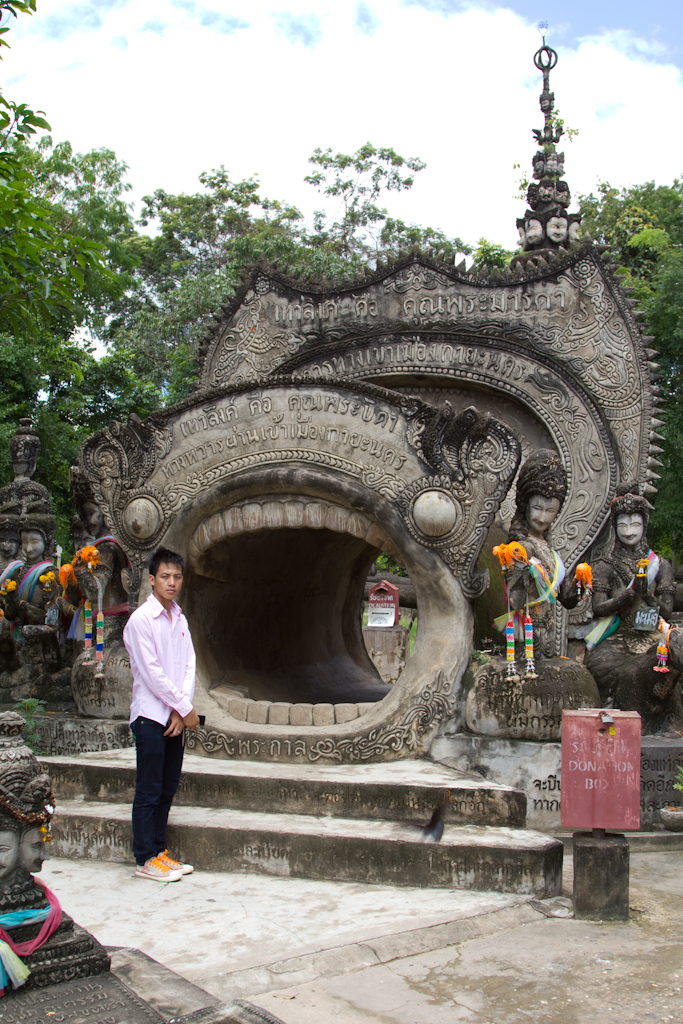
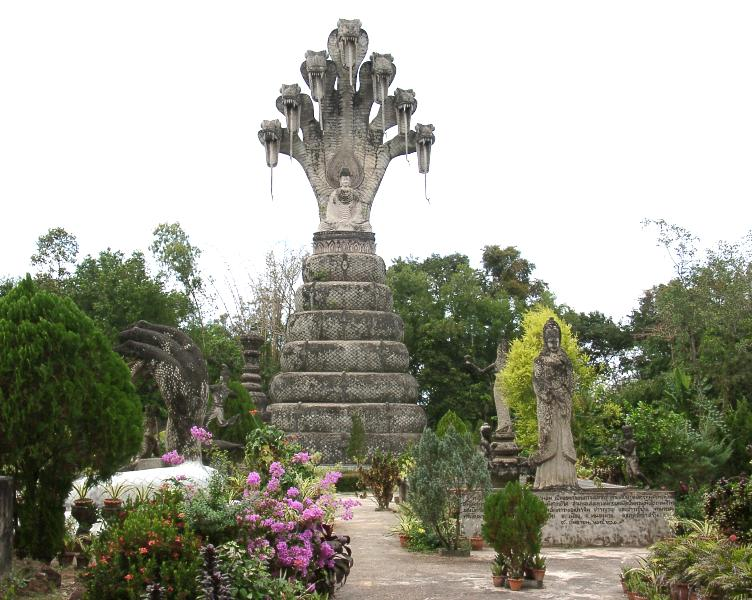
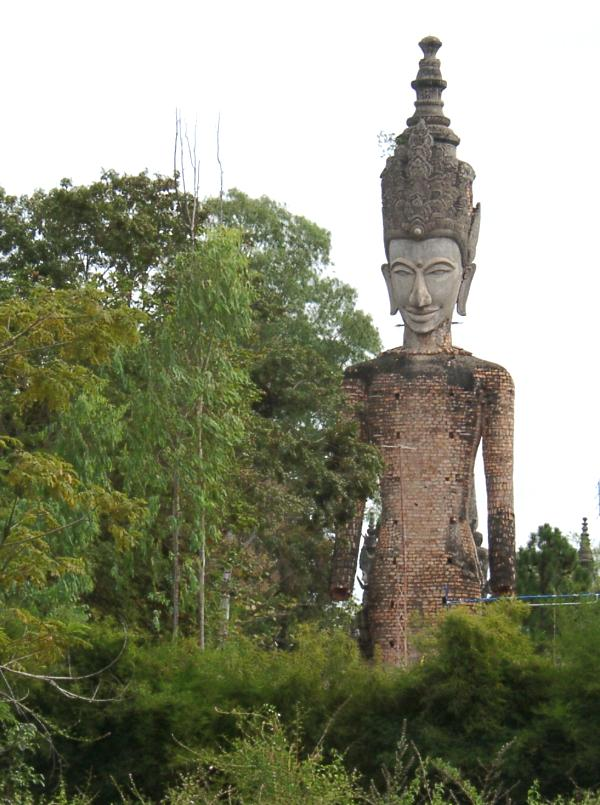
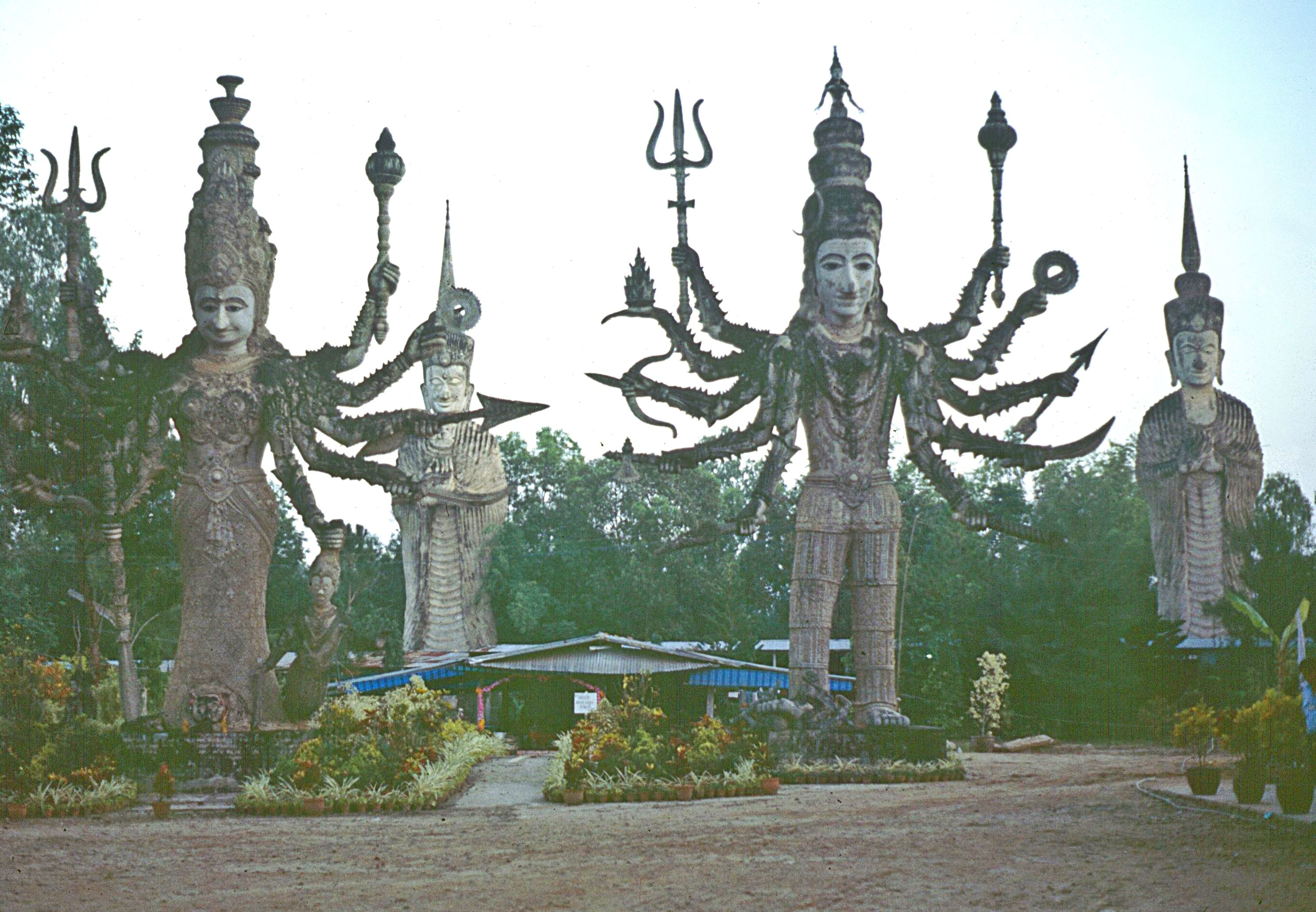
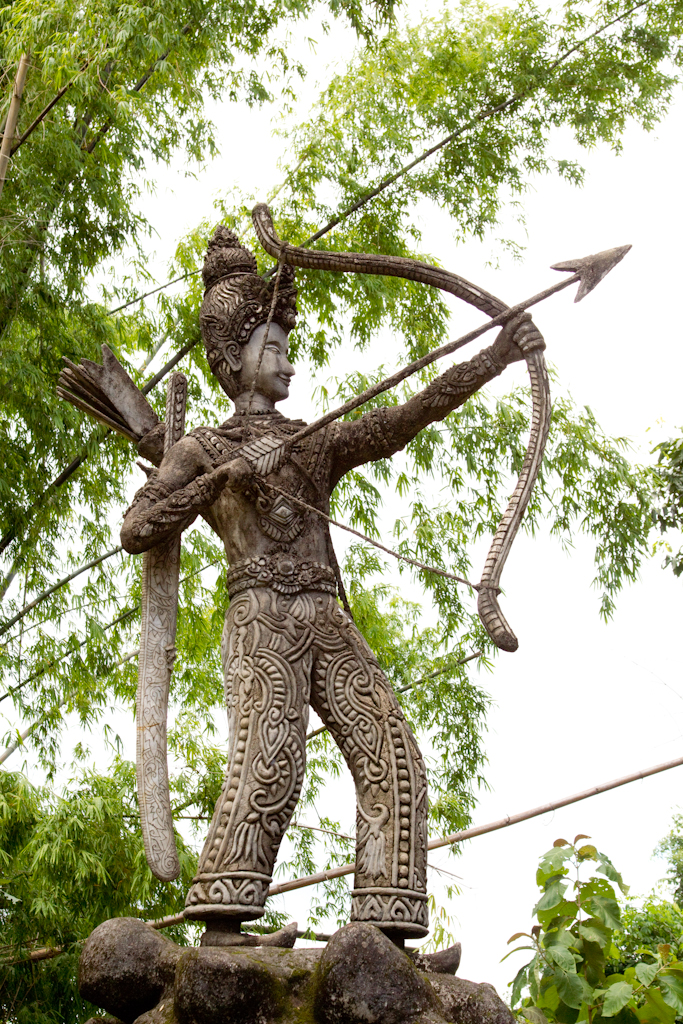
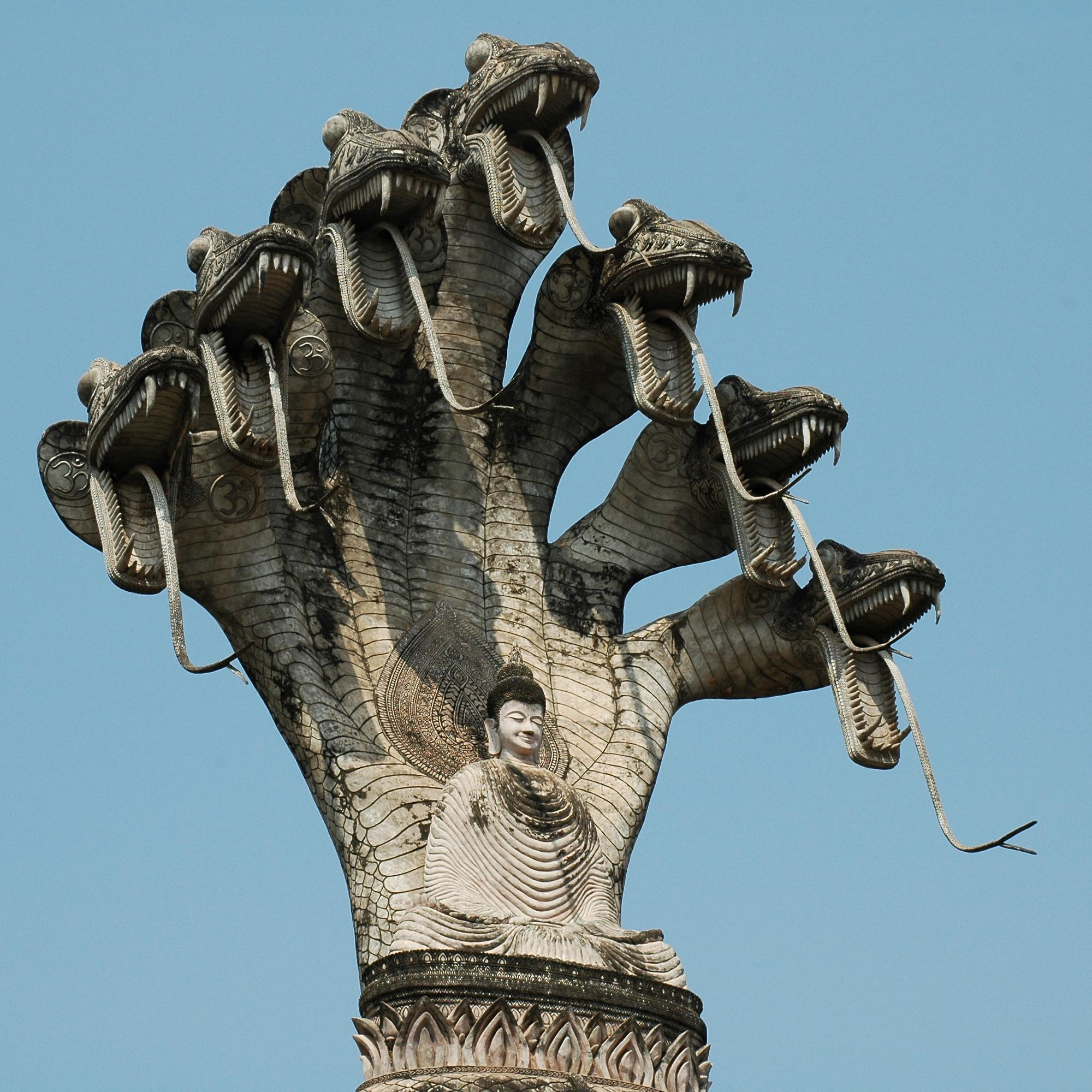
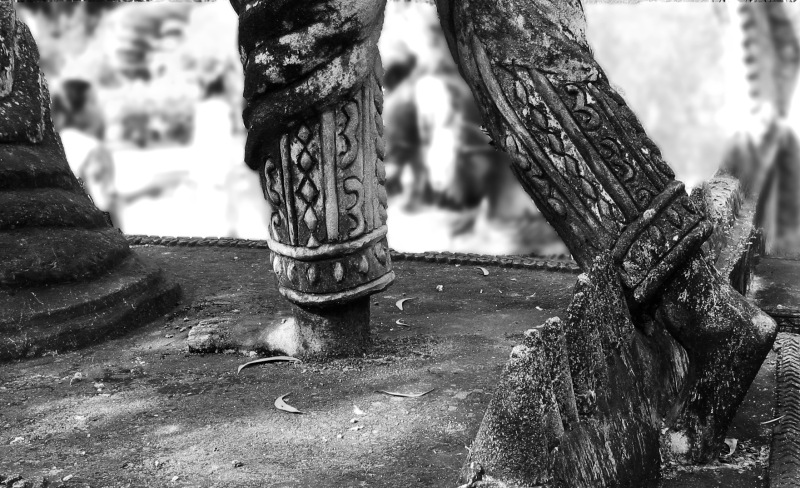
een stap naar verlichting